# レフィク・シャバナジョヴィッチ
レフィク・シャバナジョヴィッチ（ボスニア語: Refik Šabanadžović、1965年8月2日 - ）は、ボスニア・ヘルツェゴビナ（旧ユーゴスラビア）の元サッカー選手。ポジションはディフェンダー、ミッドフィールダー。

## 経歴
モンテネグロの小さなクラブであるデチッチでキャリアをスタートした。その後プロ入りを経て、ジェリェズニチャル・サラエヴォに移籍するとイビチャ・オシムの手ほどきを受け、国内でも注目されるDFとなった。
1987年にレッドスター・ベオグラードに移籍すると同年のジェリェズニチャル戦で相手選手と激突し3日間昏睡状態になったアクシデントを乗り越えて中心選手として活躍、リーグ優勝3回とカップ優勝1回に貢献し、UEFAチャンピオンズカップ 1990-91で優勝を果たしキャリアの全盛期を迎えた。
その後、1991年に移籍したAEKアテネではリーグ3連覇に貢献、1996年に移籍したオリンピアコスでも優勝に貢献した。
キャリアの最後は、1998年にアメリカのメジャーリーグサッカーのカンザスシティ・ウィザーズに移籍し2年プレーした後、引退を表明した。

## 代表
ユーゴスラビア代表としては1986年から1990年まで8試合に出場し、イタリアW杯では4試合（コロンビア戦、UAE戦、スペイン戦、アルゼンチン戦）に出場した。ベスト4を賭けたアルゼンチン戦ではディエゴ・マラドーナに対するファールで2枚目のカードをもらい退場した（1枚目はフリーキックの壁を飛び出したための警告）。
彼は、後にボスニア・ヘルツェゴビナ代表としてプレーする事となっていたが、ユーゴスラビア紛争のためそれは不可能となった。

## 家族
息子のアネル・シャバナジョヴィッチもサッカー選手。

## 所属クラブ
- 1982-1983  OFKチトーグラード
- 1983-1987  FKジェリェズニチャル・サラエヴォ
- 1987-1991  レッドスター・ベオグラード
- 1991-1996  AEKアテネFC
- 1996-1998  オリンピアコスFC
- 1998-1999  カンザスシティ・ウィザーズ

## タイトル

### レッドスター・ベオグラード
- ユーゴスラビア・プルヴァ・リーガ：1987-88, 1989-90, 1990-91
- ユーゴスラビアカップ：1989-90
- UEFAチャンピオンズカップ：1990-91